# Nikolaj Jakovlevič Afanas'ev
Nikolaj Jakovlevič Afanas'ev (Tobol'sk, 31 dicembre 1820, 19 dicembre del calendario giuliano – San Pietroburgo, 3 giugno 1898) è stato un violinista e compositore russo.
Scrisse lavori di vario genere, in particolare musica da camera: fu il primo autore russo a comporre un quartetto d'archi. La sua autobiografia, Reminiscenze, fu pubblicata nel 1890. Afanas'ev vi descrive la sua esperienza di musicista itinerante di metà Ottocento, facente parte del panorama musicale della Russia dell'epoca.
Il musicista diventò nel 1896 membro onorario della Società Musicale Russa, l'associazione fondata nel 1859 dalla Granduchessa Elena Pavlovna insieme al pianista e compositore Anton Rubinštejn.

## Biografia
Nato nella città siberiana di Tobol'sk, ricevette i primi insegnanti musicali da suo padre, il violinista Yakov Ivanovich Afanas'ev, che era figlio illegittimo del principe Ivan Argutinsky-Dolgorukov. Nel 1838, due anni dopo il suo debutto come violinista a Mosca, fu nominato primo violino dell'orchestra del Teatro Bolshoi. Nel 1841, lasciò il Bolshoi per diventare il direttore dell'orchestra di un ricco possidente terriero di Viska, una località nei pressi di Pietroburgo, incarico che mantenne fino al 1846. In seguito, dopo una serie di concerti itineranti in Russia, Afanas'ev si stabilì nel 1851 a Pietroburgo dove continuò la sua carriera come solista, primo violino e, occasionalmente, direttore d'orchestra presso l'Opera Italiana. Nel 1853, divenne insegnante di pianoforte presso l'istituto Smolin'ïy e, nel 1857, partì per un viaggio in Europa.
Di ritorno in Russia, il musicista decise di dedicarsi da quel momento in poi alla composizione. I risultati migliori del suo lavoro si trovano nelle opere minori, di piccole dimensioni, che non soffrono per le incongruenze che possono derivare dalla formazione informale del compositore. Particolarmente ben riusciti sono i suoi brani ispirati alla musica popolare russa. Questo lavoro suscitò un costante interesse che portò nel 1866 alla pubblicazione di un'antologia di canti popolari arrangiati per coro. Molto apprezzata fu anche la musica da camera di Afanas'ev, in special modo il quartetto d'archi Volga (1860 circa) che, nel 1861, vinse un premio della Società Musicale Russa e che è il primo quartetto d'archi scritto da un autore russo.
Nikolaj Jakovlevič Afanas'ev morì a Pietroburgo nel 1898 all'età di 77 anni.